# Z d'Andròmeda
Z d'Andròmeda (Z Andromedae) és una estrella simbiòtica variable amb una nebulosa en forma de rellotge d'arena (com la Nebulosa de l'Homuncle o Supernova 1987A. És el prototip de variables simbiòtiques, que són un subconjunt de les variables cataclísmiques.